# Jaime Almeida
Jaime Almeida Pérez (Chihuahua, Chihuahua, México, 31 de mayo de 1949 - Paraíso, Tabasco, México, 30 de mayo de 2015) fue un músico, periodista, productor, locutor, promotor de artistas y musicólogo mexicano, destacado como especialista en la historia de la música popular en su país.

## Semblanza biográfica
En la infancia demostró su gusto por la música estudiando piano. En su juventud fue bajista y baterista de las bandas de Los Galaxies y Las Lagartijas Pintas. En 1967 se trasladó a la Ciudad de México, en donde estudió la carrera de comunicaciones en la Universidad Iberoamericana.

### En la televisión
De forma paralela se integró al equipo de reporteros de Jacobo Zabludovsky en 1969, en el programa Hoy domingo. Al año siguiente comenzó a participar en el noticiero 24 horas, también transmitido por el canal 2 (XEW-TV), también realizó la primera entrevista al elenco de Chespirito en su primer periplo internacional desde el aeropuerto Benito Juárez (terminal 1) rumbo a Nicaragua en 1974.

### Descubrimiento del origen de nacimiento de Agustín Lara
Cuando Agustín Lara falleció en 1970, fue enviado, junto con otros reporteros del noticiero que dirigía Jacobo Zabludovsky, para averiguar si efectivamente el compositor había nacido en Veracruz. Almeida encontró el acta de nacimiento, fechada en 1897, donde constaba que había nacido en la calle del Puente del Cuervo número 42 (hoy calle de Colombia), en el centro de la Ciudad de México. El propio Agustín Lara afirmaba que había nacido en Tlacotalpan, Veracruz, en 1900, pero quiso adoptar Veracruz como su lugar de nacimiento.

Yo nací con la luna de plata, y nací con alma de pirata, soy rumbero jarocho y trovador de verás, y me fui lejos de Veracruz, Veracruz, rinconcito donde hacen su nido las olas del mar. Agustín Lara.

### Festival de Rock en Avándaro, 1971
En 1971 fue productor del Festival de Rock y Ruedas de Avándaro, histórico evento del rock and roll en México.

### Coordinador en la campaña presidencial de José López Portillo
En 1975, colaboró como responsable del área de televisión en la campaña presidencial de José López Portillo, bajo las órdenes del arquitecto Pedro Ramírez Vázquez, con quien luego laboró como director de prensa de la construcción de la basílica de Guadalupe y poco después como director de Comunicación Social de la Secretaría de Asentamientos Humanos y Obras Públicas (SAHOP) hasta 1982.

### Desempeño en Televisa Radio y Sistema Radiópolis
De 1979 a 1989 trabajó en estaciones de Televisa Radio y Sistema Radiópolis: XEW-AM, XEW-FM, XEQ-AM, XEQ-FM, XEX-AM y XEX-FM. Asimismo, fue director del área de discos de Televisa (Melody y Cisne) de 1983 a 1987.  Fue productor y conductor del programa Estudio 54, el cual emitió 300 episodios cubriendo todo tipo de música: clásica, pop, ranchera, rock and roll, jazz y tropical. En 1990 se desempeñó como director de la Videoteca Musical de Televisa. Fue productor del programa musical La hora azul, mismo nombre que décadas antes había utilizado Agustín Lara. En 1996 fue conductor del programa de radio Con el pie derecho de Radio Centro. En 1998 dirigió el programa Econexiones musicales, trasmitido en SKY México, y después los programas Sobremesa y Éxitos originales del rock and roll, transmitidos en Radio Fórmula.

### Productor y conductor en otras empresas televisivas
En 2012 realizó un programa para el canal 52 de MVS Comunicaciones. Fue productor y conductor de programas en Milenio Televisión.
Fue también director en México de Top Radio Madrid, proyecto lanzado con el respaldo de Francisco González, presidente de Grupo Milenio.

## Fallecimiento
De acuerdo con el reporte del médico forense, alrededor de las 3 de la mañana del sábado 30 de mayo del 2015 (un día antes de cumplir 66 años) falleció víctima de un colapso en el sistema cardiovascular en el interior del hotel Holiday Inn Express en el municipio de Paraíso en el estado de Tabasco luego de haber participado en la clausura del festival con el que se conmemoraron los 200 años de la fundación de la ciudad de Paraíso. Acompañado del grupo Los Dandy's, el cronista de los músicos mexicanos realizó una conferencia musicalizada en donde habló de la historia de los boleros en el país. Durante su participación, Almeida expresó: Ya puedo morir en paz, porque ya conocí el paraíso. En Paraíso se le nombró promotor distinguido de la localidad.

## Reconocimientos
- Premio Nacional de Periodismo en 1980.[4]
- Premio TVyNovelas por el programa La hora azul en 1993.
- Presidente del Consejo Consultivo y del jurado calificador del Premio Nacional de la Locución que otorga la Asociación Nacional de Locutores.[2]
- La Universidad Instituto Americano Cultural de Tabasco le otorgará  en Paraíso un doctorado honoris causa post mortem el 13 de septiembre de 2015. Se desvelará también un busto con su imagen, de la autoría de Manuel Jiménez Ulin.[1]